# Chiesa di San Michele Arcangelo (Storo)
La chiesa di San Michele Arcangelo è una chiesa sussidiaria a Darzo, frazione di Storo, in Trentino. Appartiene alla parrocchia di San Giovanni Nepomuceno e fa parte della zona pastorale delle Giudicarie nell'arcidiocesi di Trento. Risale al XII secolo.

## Storia

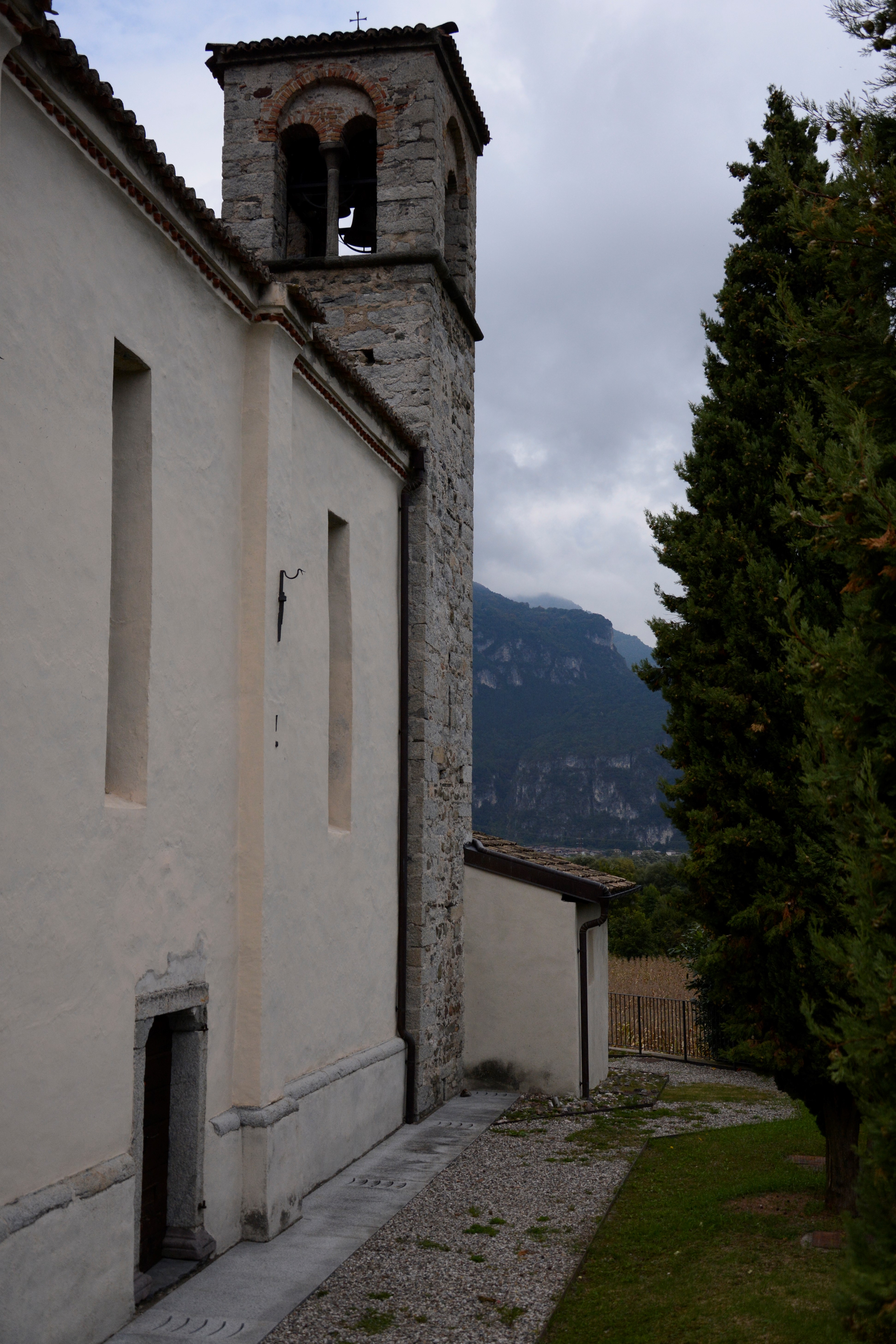
Particolare col campanile

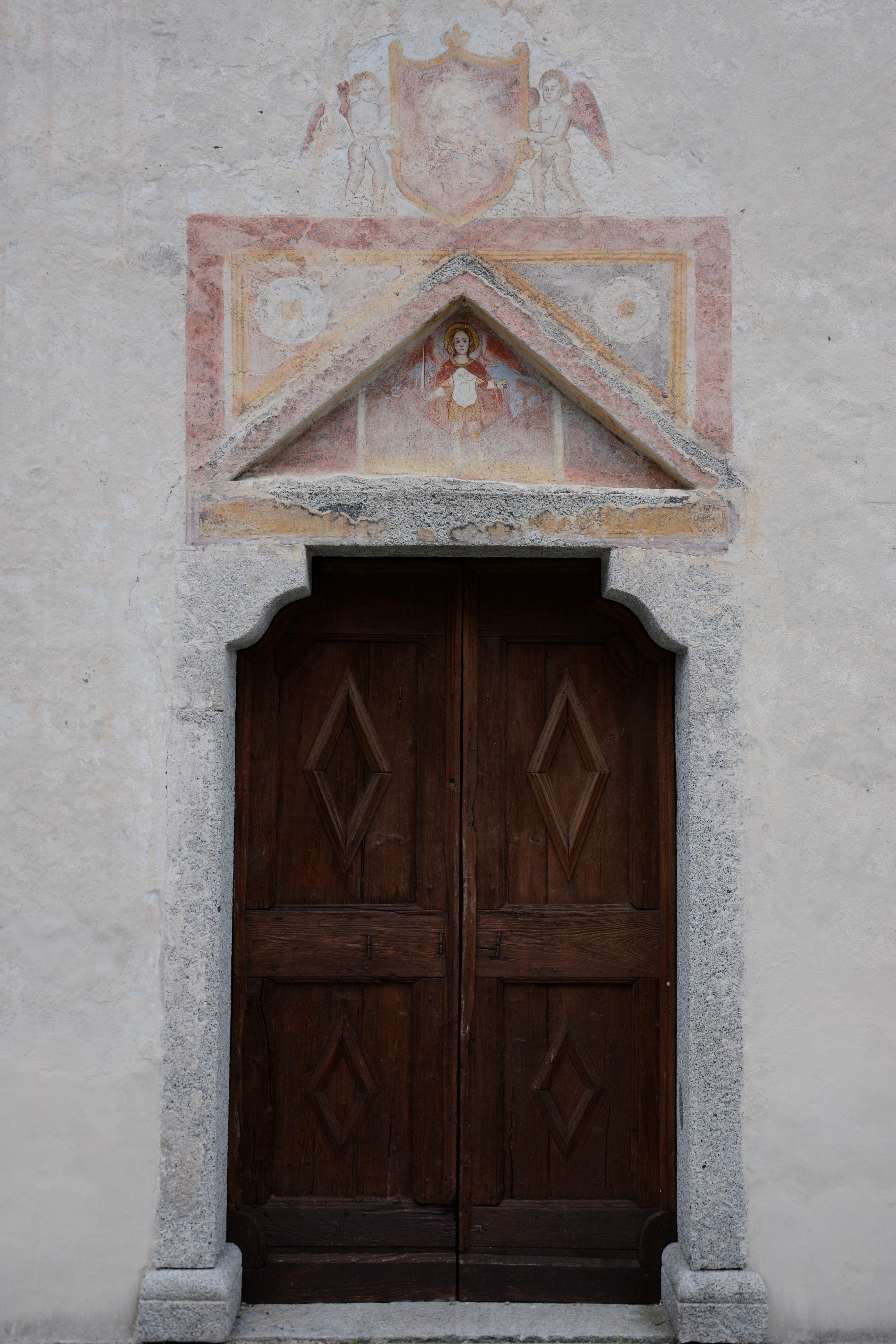
Portale della chiesa

Rilievi archeologici recenti permettono di datare la fondazione di un primo edificio religioso a Darzo, intitolato a San Michele, in un periodo non anteriore al XII secolo. L'erezione della torre campanaria è notevolmente posteriore, riferibile alla seconda metà del XV secolo.
Nel XVI secolo la chiesa venne ricostruita ed ampliata, quindi gli interni vennero affrescati. In questa fase sembra che Simone II Baschenis abbia dipinto un ciclo di affreschi poi sbiancati nei primi decenni del XVI secolo. Nel 1537 vi fu la visita pastorale del cardinale e principe vescovo di Trento Bernardo Clesio in tutto il territorio, e a tale data risale la sua prima citazione in atti ufficiali.
Dopo la costruzione di San Giovanni Nepomuceno la chiesa, che intanto era divenuta curazia, perse tale titolo.
Per un certo numero di anni, compresi tra il 1837 ed il 1866, l'edificio perse la sua funzione e venne abbandonato all'incuria. La campagna garibaldina aggravò le su condizioni, perché la chiesa venne usata in quella fase per scopi militari.
Nel 1884, dopo importanti restauri, riprese la sua funzione di luogo di culto. Nel primo dopoguerra vennero riparati i danni causati dal conflitto, e durante questi lavori vennero recuperati gli affreschi presenti nella zona presbiteriale.
A partire dalla seconda metà del XX secolo iniziò un ciclo di restauri conservativi che continuò sino al 2013. In tale periodo si sono riviste la copertura, i portali, il sistema di protezione contro le infiltrazioni di umidità, si sono aggiornati gli arredi liturgici, si è rifatto il pavimento della sala e si sono messi a norma gli impianti.

## Descrizione

### Esterni
La piccola chiesa si trova nella parte settentrionale dell'abitato di Darzo e mostra orientamento tradizionale verso est. La facciata a capanna con due spioventi è ampia, con strutture di rinforzo angolari, con il portale architravato arricchito una nicchia affrescata triangolare e sormontato, in asse, dall'oculo rotondo strombato. La torre campanaria diversamente dal resto della struttura è in pietra a vista e la sua cella si apre con quattro finestre a bifora.

### Interni
La navata interna è unica e formata da tre campate. Il presbiterio è leggermente rialzato. Gli affreschi sulla parete absidale raffigurano la Crocifissione, risalgono al 1527 e sono attribuiti a Zaneto da Riva del Garda. Sembra accertato che l'intera sala fosse stata affrescata da qualcuno della famiglia Baschenis e che in seguito quasi tutti questi dipinti siano stati sbiancati. Gli altari laterali lignei dovrebbero risalire al XVII secolo mentre l'altare maggiore in marmo, precedentemente nella sala, venne spostato nella vicina e nuova parrocchiale di San Giovanni Nepomuceno.